# Still Not a Player
"Still Not a Player" é uma canção de hip hop, composta e cantada pelo rapper porto riquenho-americano Big Punisher (também conhecido como Big Pun), produzida por Knobody e com a participação do cantor Joe. Foi lançada no seu álbum de 1998 Capital Punishment.
A canção é um remix do single anterior de Big Pun, "I'm Not a Player" e uma interpolação de Don't Wanna Be a Player de Joe. A canção chegou ao número 24 na Billboard Hot 100 e ao número 6 na Hot R&B/Hip-Hop Songs, se tornando o single mais bem sucedido de Big Pun. Também foi remixada pela banda Incubus. Foi ranqueada a 108ª melhor canção de 1980-2005 pela Blender Magazine. Contém um sample de "A Little Bit of Love" de Brenda Russell. Em adição dos samples, a canção contém interpolações de "Brazilian Rhyme (Beijo)"; através do final da canção, o refrão "Punisher...Punisher...Punisher, Big Punisher" é cantado pelo tom e ritmo dos principais vocais da faixa.
A canção foi ranqueada #76 na lista das "100 Maiores Canções de Hip-Hop" da VH1. Também no The Up in Smoke Tour, em 2000, Snoop Dogg e Dr. Dre tocaram a canção como um tributo a Big Pun.

## Paradas
| Parada de fim de ano (1998) | Posição |
| --------------------------- | ------- |
| E.U.A. Billboard Hot 100    | 85      |